# Glienig
Glienig ist ein Ortsteil der Gemeinde Steinreich im Landkreis Dahme-Spreewald in Brandenburg.
Er wurde im Jahr 1446 als wüste dorfstede Glynick erstmals urkundlich erwähnt. Am 31. Dezember 2002 schloss er sich mit dem bis dahin ebenfalls selbstständigen Sellendorf zur Gemeinde Steinreich zusammen. Glienig war lange ein Gutsdorf.
Sehenswert ist das Schloss, das von 1875 bis 1911 erbaut wurde. Zu ihm gehört ein acht Hektar großer Park mit einer künstlichen Korallentropfsteinhöhle. Zum Schloss gehörte einst ein klassisches kreistagsfähiges Rittergut. Eine der ersten Erwähnung dieser Begüterung 1692 betrifft einen Streit zwischen den Erben des Tobias Flemming-Glienig und Georg Gentzium, kurfürstlich sächsischer Rat. Flemmings Sohn Christian Friedrich wurde 1745  in den sächsischen Adelsstand als Ritter von Flemming erhoben konzentrierte sich aber dann auf das neue Gut der Familien in Falkenhain bei Golßen. Zeitweise hielt durch die Heirat mit einer Tochter des Ratsassessors Christian Carl Flemming zu Zeitz ein Premierleutnant Rudolf von Glasey noch den dritten Teil von Gut Glienig, beurkundet 23. Oktober 1807, Zeitz. 1879 nennt das erstmals amtlich publizierte General-Adressbuch der Rittergutsbesitzer die Familie Otto Unverdorben als Eigentümer, 697 ha. Zum Gut gehörte eine Brennerei. 1914 war die Landbank A. G. Berlin Eigentümer des Gutes, Verwalter Weidemann. 1910 nennt das Handbuch des Grundbesitzes Maria Poock als Gutsherrin auf dem 707 ha großen Rittergut Glienig, 1921 die Familie Häberle-Damsdorf als Gutsbesitzer, Pächter Lenz, Förster Freimuth, Inspektor Stuck. 1929, also kurz vor der großen Wirtschaftskrise, beinhaltete die Besitzung des Restrittergutes nur noch 172 ha Land. Eigentümer war die Familie von Guaita, vertreten durch den Rittmeister a. D. Leon von Guaita. Als Pächter agierte der Schwiegersohn Ludolf-Hermann von Alvensleben-Schochwitz. Verwalter war Herr Burmeister. Im betrieblichen Zentrum stand die Schweinezucht. Dem Gut standen zehn Pferde zur Verfügung. Der Forstbestand war mit 50 ha gering. Mit der Bodenreform 1945 endete die Historie als Gutsdorf.
Am 20. April 1945 stürzte das letzte Zivilflugzeug, das in Berlin vor der Kapitulation und dem Ende des Zweiten Weltkrieges gestartet war und einen Flug nach Prag hätte durchführen sollen, mit 17 Passagieren und drei Besatzungsmitgliedern im Waldgebiet zwischen Glienig und Buckow ab, nachdem es beschossen worden war.
Glienig entwickelte sich zu einer Landgemeinde und war von 1952 bis 1990 dem Kreis Luckau im Bezirk Cottbus zugehörig. Mit der Wiedervereinigung und der Wiedereinführung der Bundesländer, gehört Glienig zum Landkreis Dahme-Spreewald im Land Brandenburg.